# Lewisiet
Lewisiet (C2H2AsCl3) is een organische arseenverbinding en behoort net als mosterdgas tot de blaartrekkende gassen. Het is een strijdgas dat in 1920 ontwikkeld werd door de Amerikaan Winford Lee Lewis. Tot in de jaren '50 is er zo'n 20.000 ton van geproduceerd door de Verenigde Staten, omdat het de speciale eigenschap heeft, dat het door rubber heen kan dringen en gasmaskers dus geen bescherming bieden. Het is echter nooit gebruikt en de voorraden zijn gedumpt in de Golf van Mexico.
De symptomen van Lewisietvergiftiging zijn: pijn en irritatie, blaren op de huid, branderige en waterige opgezwollen ogen, irritatie van de luchtwegen en bloedvergiftiging. Doordat het oplost in de waterdamp in de lucht zal Lewisiet niet sterk genoeg ingeademd kunnen worden om meteen dodelijk te zijn, ondanks de bijnaam Dew of Death. Op de langere termijn kan orgaanbeschadiging de dood tot gevolg hebben. De blaren op de huid kunnen verminderd worden door het opsmeren van zalven. Het tegengaan van infecties kan door het toedienen van antibiotica.